# Iglesia de San Isidoro (Toledo)
La iglesia de San Isidoro fue un templo católico de la ciudad española de Toledo.

## Descripción
Se ubicaba en el barrio de Antequeruela y alcanzó la categoría de iglesia parroquial.
Tuvo toda su feligresía fuera de la ciudad. La iglesia de la Magdalena en Azucaica fue su aneja durante un tiempo. A mediados del siglo XIX ambas parroquias se habían refundido en la de Santiago, quedando el templo de San Isidoro reducido a una simple ermita. El edificio era muy pequeño, y, según la Historia de los templos de España «no ofrece mas de notable que la graciosa sencillez de su exterior, decorado con dos elegantes ajimeces, imitación de los que los árabes labraban en sus mezquitas, y que, como verán nuestros lectores en la lámina que representa esta iglesia, le dan un carácter sumamente original». Los ornamentos interiores, como altares, efigies y cuadros eran pocos y no muy destacables.
De ella afirmaba Rodrigo Amador de los Ríos lo siguiente: «En el extremo oriental suena por primera vez al año 1175, era 1213, la iglesia de San Isidoro ([...]) cuyo nombre aparece también en las formas [...], la cual, aunque de, edificio harto pobre, obtuvo la categoría parroquial mucho más tarde, extendiéndose su feligresía con tal motivo «extramuros en el barrio llamado de las Covachuelas, y en las labranzas de aquel costado hasta el de Azucaica». Desapareció en el siglo XIX.